# Yorkshirecoachhäst
Yorkshirecoachhorse var en hästras som kom från England men som numera är utdöd. Yorkshire coach-hästen användes främst till körning och dog ut under den första hälften av 1900-talet när efterfrågan på körhästar minskade i takt med att samhället istället mekaniserades. Det finns möjlighet att avla fram rasen på nytt eftersom de raser som ingick i utvecklingen av yorkshirehästen fortfarande existerar, men idag registreras dessa hästar istället under ett speciellt register i Cleveland Bay Studbook och kallas Cleveland Bay Sport Horse. 

## Historia

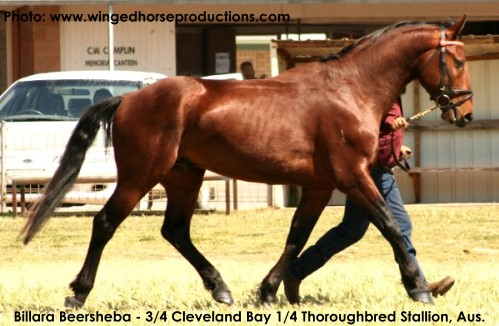
Idag registreras korsningar mellan engelska fullblod och Cleveland bay som Cleveland bay Sport Horse. På fotot syns hästen Billara Beersheba som är 1/4 fullblod och 3/4 cleveland bay, det gamla måttet på en Yorkshire Coach Horse.

När vägarna fick makadam under slutet av 1800-talet i England så ansågs många av den tidens draghästar som alldeles för slöa på de nya vägarna. En av dessa raser var Cleveland Bayhästen. För att göra rasen snabbare korsade man Cleveland Bay med de snabba och atletiska engelska fullbloden. Då fick man fram en snabbare körhäst som man kallade Yorkshire Coach Horse. Redan 1887 öppnades en stambok för rasen där hästarna innehöll tre fjärdedelar cleveland bay och en fjärdedel engelskt fullblod. 
Yorkshirecoachhästen blev mycket populär speciellt bland de rika och kungliga. Yorkshire coachhästen exporterades över hela världen i matchande tvåspann, trespann eller fyrspann. Under början av 1900-talet menade man att man kunde få syn på över hundra par yorkshirehästar i Hyde Park i London under en enda eftermiddag. 
Men en bit in på 1900-talet började körning med hästar att minska ju mer bilarna fick framfart och samhället mekaniserades. År 1936 stängdes stamboken och inga fler Yorkshire Coachhästar avlades fram. Dock existerar fortfarande både cleveland bay och engelska fullblod så det skulle kunna gå att återuppföda rasen. Idag registreras korningar mellan Cleveland Bay och engelska fullblod som Cleveland Bay Sport Horse i ett speciellt register i stamboken för Cleveland Bay. 

## Egenskaper
Yorskshirecoachhästen sades vara en snabb och uthållig dragare med långa ben. Man sa att det var en stor och elegant vagnshäst som var mycket populär, speciellt hos kungahusen. 